# Jozef Krnáč
Jozef Krnáč (* 30. prosince 1977 Bratislava) je bývalý slovenský zápasník-judista, stříbrný olympijský medailista z roku 2004.

## Sportovní kariéra
S judem začal v 4 letech v kroužku v Bratislave pod vedením trenéra Adamova. Od 6 let se připravoval v Pozemních stavbách Bratislava pod vedením Miroslava Lipovského. Vrcholovou přípravu podstupoval v klubu Slávia STU pod vedením Rastislava Mezovského. Byl zaměstnancem Národného športového centra spadajícího pod MŠSR.
V slovenské seniorské reprezentaci se pohyboval od roku 1995. V roce 1996 se ještě jako junior na olympijské hry v Atlantě nekvalifikoval. V olympijském roce 2000 se pohyboval na kvalifikačních příčkách pro účast na olympijských hrách v Sydney, ale nedokázal vyladit formu na květnové mistrovství Evropy ve Vratislavi a po výpadku v úvodním kole se na olympijské hry nekvalifikoval. V závěru roku si spravil chuť vítězstvím na Akademickém mistrovství světa, kterým nastartoval úspěšný rok 2001.
V roce 2003 se výsledkově trápil. Důvodem bylo špatné financování slovenského sportu. Pro přípravu na olympijský rok 2004 si musel s trenérem Mezovským pujčit peníze ze soukromých zdrojů a slíbené peníze na přípravu dostali týden před začátkem olympiády. Do formy se dostal v hodině dvanáct v únoru 2004, když skončil třetí na turnaji v Budapešti a v březnu dokonce vyhrál turnaj v Praze. Po květnovém mistrovství Evropy v Bukurešti se kvalifikoval na olympijské hry v Athénách. V úvodním kole porazil na ippon-wazari judistu z Nigeru. Ve druhém kole porazil na ippon technikou sumi-gaeši silného Španěla Óscara Peñase. Ve čtvrtfinále dostal po minutě boje do držení Alžířana Ammára Méridžu a zvítězil na ippon. V semifinále ho čekla jeden z favoritů Kubánec Yordanis Arencibia. V průběhu zápasu vhodně zvolenou taktikou přinutil v hře na pasivitu Kubánce k chybě (penalizace) a náskok na body udržoval do konce zápasu. V posledních sekundách zápasu okontroval riskujícímu Arencibiovi jeho ko-uči-gari na ippon. Ve finále se utkal s Japoncem Masato Učišibou a v tomto případě mu značná výšková převaha nepomohla. Od úvodních sekund byl o krok pozadu a po minutě boje v boji na blízko se nechal zápasnickým způsobem hodit na ippon. Získal stříbrnou olympijskou medaili. Jeho stříbrné olympijské medaili předcházel zajímavý příběh, když ho v Pireu dva dny před turnajem zachránil od útoku toulavým psem sparringpartner Libor Pulc.
Od roku 2005 ho v přípravě provázela vleklá zranění. Po operaci kolen a ramene se nedokázala připravit na olympijskou sezonu 2008 a na olympijské hry v Pekingu se nekvalifikoval. Sportovní kariéru ukončil v roce 2010 s novými pravidly juda. Věnuje se trenérské práci.

### Vítězství na mezinárodních turnajích
- 1997 – 1x světový pohár (Praha)
- 2004 – 1x světový pohár (Praha)

## Výsledky
| Turnaj             | 1994           | 1995           | 1996           | 1997           | 1998           | 1999           | 2000           | 2001           | 2002           | 2003           | 2004           | 2005           | 2006           | 2007           | 2008           | 2009           |
| Turnaj             | 17             | 18             | 19             | 20             | 21             | 22             | 23             | 24             | 25             | 26             | 27             | 28             | 29             | 30             | 31             | 32             |
| Turnaj             | pololehká váha | pololehká váha | pololehká váha | pololehká váha | pololehká váha | pololehká váha | pololehká váha | pololehká váha | pololehká váha | pololehká váha | pololehká váha | pololehká váha | pololehká váha | pololehká váha | pololehká váha | pololehká váha |
| ------------------ | -------------- | -------------- | -------------- | -------------- | -------------- | -------------- | -------------- | -------------- | -------------- | -------------- | -------------- | -------------- | -------------- | -------------- | -------------- | -------------- |
| Olympijské hry     |                |                | —              |                |                |                | —              |                |                |                | 2.             |                |                |                | —              |                |
| Mistrovství světa  |                | —              |                | úč.            |                | —              |                | 7.             |                | úč.            |                | úč.            |                | úč.            |                | úč.            |
| Mistrovství Evropy | —              | —              | úč.            | úč.            | úč.            | úč.            | úč.            | 3.             | 2.             | úč.            | úč.            | —              | —              | úč.            | úč.            | úč.            |
| Univerziáda        |                |                |                |                |                | 3.             |                | ?              |                | 3.             |                |                |                |                |                |                |
| Akademické MS      |                |                |                |                | 3.             |                | 1.             |                | 3.             |                | —              |                |                |                |                |                |
| MS juniorů         | úč.            |                | 1.             |                |                |                |                |                |                |                |                |                |                |                |                |                |
| ME juniorů         | úč.            | 3.             | 2.             | 1.             |                |                |                |                |                |                |                |                |                |                |                |                |